# Mary L. Boas
Mary Elizabeth Layne Boas, född den 10 mars 1917 i Prosser, Washington, död den 17 februari 2010 i Seattle, var en amerikansk matematiker och fysiker. Hon är främst känd för att ha skrivit boken Mathematical Methods in the Physical Sciences (1966) som än idag används mycket.

## Biografi
Boas tog 1938 kandidatexamen och avlade 1940 magisterexamen i matematik vid University of Washington. 1948 blev hon filosofie doktor i fysik vid Massachusetts Institute of Technology. Hon undervisade fysik vid DePaul University i Chicago i många år, innan hon gick i pension för att flytta tillbaka till Washington. Före hennes tid på DePaul Unversity var hon lärare i matematik vid Duke University.
År 2005, 88 år gammal, publicerade Boas en tredje upplaga av sin lärobok i matematik. 2008 grundade hon Mary L. Boas Endowed Scholarship vid University of Washington för att belöna de kvinnliga studerande som gjort någon speciell insats inom fysik.

### Familj
Mary Boas gifte sig med matematikern Ralph P. Boas, Jr. Deras son, Harold P. Boas blev också en erkänd matematiker. Mary L. Boas dog den 17 februari 2010 i sitt hem i Seattle, Washington.